# Stroudia striaticlypeus
Stroudia striaticlypeus är en stekelart som beskrevs av Gusenleitner 2002. Stroudia striaticlypeus ingår i släktet Stroudia och familjen Eumenidae. Inga underarter finns listade i Catalogue of Life.